# Uwe Will
Klaus-Uwe Will (Rostock, 25 de junio de 1939) es un deportista de la RDA que compitió en piragüismo en la modalidad de aguas tranquilas.
Ganó una medalla en el Campeonato Mundial de Piragüismo de 1970 y tres medallas en el Campeonato Europeo de Piragüismo, en los años 1965 y 1969.

## Palmarés internacional
| Campeonato Mundial | Campeonato Mundial     | Campeonato Mundial | Campeonato Mundial |
| Año                | Lugar                  | Medalla            | Competición        |
| ------------------ | ---------------------- | ------------------ | ------------------ |
| 1970               | Copenhague (Dinamarca) | Medalla de plata   | K4 1000 m          |
| Campeonato Europeo |                        |                    |                    |
| Año                | Lugar                  | Medalla            | Competición        |
| 1965               | Bucarest (Rumania)     | Medalla de plata   | K1 4 × 500 m       |
| 1969               | Moscú (URSS)           | Medalla de oro     | K4 1000 m          |
| 1969               | Moscú (URSS)           | Medalla de oro     | K4 10 000 m        |